# بارنگات لایت، نیوجرسی
بارنگات لایت (به انگلیسی: Barnegat Light) شهری در ایالت نیوجرسی کشور ایالات متحده آمریکا است که جمعیت آن در سرشماری سال ۲۰۱۰ میلادی، ۵۷۴ نفر بوده‌است.